# Oncophanes argentinus
Oncophanes argentinus är en stekelart som beskrevs av Juan Brèthes 1913. Oncophanes argentinus ingår i släktet Oncophanes och familjen bracksteklar. Inga underarter finns listade i Catalogue of Life.